# Bruinkopmees
De bruinkopmees (Poecile cinctus, synoniem: Parus cinctus) is een vogel uit de familie van de mezen (Paridae).

## Kenmerken
De bruinkopmees wordt 12-13,5 centimeter groot. Hij heeft een witte buik en kop, een bruine mantel, blauwgrijze vleugels, staart en poten, een donkerbruine kap, een zwarte brede bef en roestbruine flanken. Hij lijkt op de ook in zijn leefgebied voorkomende matkop, maar hij heeft een grotere bef en is veel bruiner. De veel gelijkende glanskop komt in zijn leefgebied niet voor.

## Voedsel
Insecten en zaden vormen het voedsel. 

## Broeden
Hij broedt in mei tot juli in spechtennesten. De soort maakt ook gebruik van nestkasten. Door deze in productiebossen, waar weinig spechtenholen zijn, op te hangen wordt het broeden in dergelijke bossen gestimuleerd. Wanneer het een dode boomstam met zacht hout betreft, wordt de nestholte soms nog wat aangepast en vergroot. Er worden zes tot tien witte eieren met bruinrode vlekken gelegd. Het vrouwtje broedt deze in dertien tot vijftien dagen uit. Het mannetje zorgt voor voedsel. Nadat de eieren zijn uitgekomen, zorgen beide ouders voor de jongen.

## Verspreiding en leefgebied
Deze standvogel komt voor in het noorden van Europa, Siberië en het noordwesten van Noord-Amerika. Hij is zeldzaam ten zuiden van zijn broedgebied. In de winter is hij soms wel te zien zuidelijk tot aan Moskou.
De bruinkopmees leeft in hoog noordelijke gebieden op de taiga in naaldbomen, meestal in dennenbomen die rijk met baardmossen zijn begroeid. Hij komt ook voor in gemengde bossen en loofbossen bij rivieren en in berkenbossen.
De soort telt vier ondersoorten:
- P. c. lapponicus: van Scandinavië tot noordelijk Europees Rusland.
- P. c. cinctus: van noordoostelijk Europees Rusland via Siberië tot Kamtsjatka en het noordelijke deel van Centraal-Mongolië.
- P. c. sayanus: zuidelijk Siberië en noordwestelijk Mongolië.
- P. c. lathami: noordelijk en westelijk Alaska en noordwestelijk Canada.

## Status
De bruinkopmees heeft een enorm groot verspreidingsgebied en daardoor alleen al is de kans op de status  kwetsbaar (voor uitsterven) gering. De grootte van de populatie is in 2015 geschat op 15-26 miljoen individuen. Door versnippering van het leefgebied gaan populaties in aantal achteruit. Het tempo van deze aantalsafname ligt echter onder de 30% in tien jaar (minder dan 3,5% per jaar). Om deze redenen staat deze mees als niet bedreigd op de Rode Lijst van de IUCN.